# Anabela Miranda Rodrigues
Pour les articles homonymes, voir Anabela Rodrigues.
Anabela Miranda Rodrigues, née le 5 décembre 1953 à Coimbra, est une femme politique portugaise qui fut la première femme de son pays à exercer la fonction de ministre de l'Intérieur.

## Biographie

### Carrière politique
Du 19 novembre 2014 au 30 octobre 2015, elle exerce la fonction de ministre de l'Intérieur dans son pays dans le gouvernement du Premier ministre Pedro Passos Coelho.